# Ekabita
Ekabita est un village de la région du Centre du Cameroun. Il est localisé dans l'arrondissement (commune) d'Okola. On y accède par la piste rurale qui lie Nkolfeb à Okoukouda.

## Population et société
En 1965, la population de Ekabita était de 328 habitants. Ekabita comptait 493 habitants lors du dernier recensement de 2005. La population est constituée pour l’essentiel du peuple Eton.

## Personnalités liées à Ekabita
- Hubert Mono Ndjana (1946-2023), universitaire, né à Ekabita.